# Жёлтый мост (Шилуте)
Жёлтый мост (лит. Geltonasis tiltas) — автодорожный металлический арочный мост через реку Шиша в Шилуте, Литва. Является частью дороги КК206, соединяющей Шилуте и Русне. Мост включён в Регистр культурных ценностей Литовской Республики, охраняется государством (код 4837).

## Расположение
Мост расположен в створе улицы Летувининку (лит. Lietuvininkų g.), соединяя её с улицей Руснес (лит. Rusnės g.). Рядом с мостом находится музей Хьюго Шоя. 

## История
Деревянный мост на этом месте существовал до 1772 года и был перестроен несколько раз, в 1783 и 1805 годах. Существующий мост был построен в 1914 году по проекту инженера Фабианаса. В 1995 году мост был внесён в регистр культурных ценностей Литвы.

## Конструкция
Мост однопролётный металлический арочный. Пролётное строение состоит из двух параболических клёпаных ферм (двухшарнирная арка). Расчетный пролёт 32,1 м, высота конструкции составляет 3,5 м. Проезжая часть моста, подвешенная к фермам, состоит из продольных и поперечных клепаных балок. Поверх балок устроена железобетонная плита. Устои из бутовой кладки на бетонном растворе. Длина моста составляет 40 м, ширина — 9 м (в том числе ширина проезжей части 5 м и два тротуара по 2 м).
Мост предназначен для движения автотранспорта и пешеходов. Проезжая часть моста включает в себя 2 полосы для движения автотранспорта. Покрытие проезжей части — каменная брусчатка, тротуаров — каменные плиты. Перильное ограждение металлическое простого рисунка, завершается на устоях каменными тумбами.